# Vilarnau (Sant Sadurní d'Anoia)
Vilarnau, o Vilardell, és una antiga domus o casa forta situada al municipi de Sant Sadurní d'Anoia (Alt Penedès), al costat de les Caves Codorniu. Està en ruïnes i està protegit com a monument històric declarat bé cultural d'interès nacional i com a jaciment arqueològic inventariat.

## Descripció
Són les restes d'una construcció situades al mig d'un camp al costat del riu Anoia, davant de Can Codorniu i del Centre Logístic de Mercadona. Són visibles dues parets paral·leles que formaven part d'un edifici de planta rectangular, que feia uns 15 metres de llarg i tenia una amplada, a l'interior, de 3,10 metres. Les parets millor conservades tenen una alçada màxima de 2 metres.

## Història
La primera menció documental coneguda referent a Vilarnau fa referència a l'autorització concedida l'any 1196 per poder edificar un altar dedicat a la beata Maria en aquest indret i a l'existència d'un molí dit de Vilarnau. El lloc de Vilarnau va restar sota domini d'importants nissagues del Penedès que van mantenir-ne la propietat durant l'època medieval i fins al segle xviii, malgrat que va desaparèixer com a nucli habitat possiblement al segle xvi. De Vilarnau procedeixen unes rajoles de color blau que formarien part d'un paviment, de les quals se'n conserven unes quantes reaprofitades amb finalitats ornamentals a Can Guineu.